# Етилтриптамін
Етилтриптамін — алкалоїд, наркотична речовина з класу триптамінів, психоделік. Структурно пов'язаний з метилтриптаміном та діметилтриптаміном.